# Quai de la Tournelle
Ne doit pas être confondu avec Port de la Tournelle.
Le quai de la Tournelle est une voie située le long de la Seine, dans le quartier Saint-Victor du 5e arrondissement de Paris. Il ne doit pas être confondu avec le port de la Tournelle situé en contrebas, au niveau de la berge de la Seine.

## Situation et accès
Cette voie qui longe en surplombant le quai de la Seine présente la particularité de n'être lotie, à une exception près, que sur le côté des numéros impairs. En revanche, du côté non loti, c'est-à-dire du côté de la Seine, se trouvent de nombreux bouquinistes.
Le quai de la Tournelle est desservi à proximité par la ligne 10 à la station Maubert - Mutualité.

## Origine du nom
Le terme de « tournelle » provient de la présence en cet endroit au XIIe siècle d'une tourelle de l'enceinte de Philippe Auguste, remplacée par la suite par le petit château de la Tournelle. La porte Saint-Bernard se trouvait au sud de ce château.

## Historique

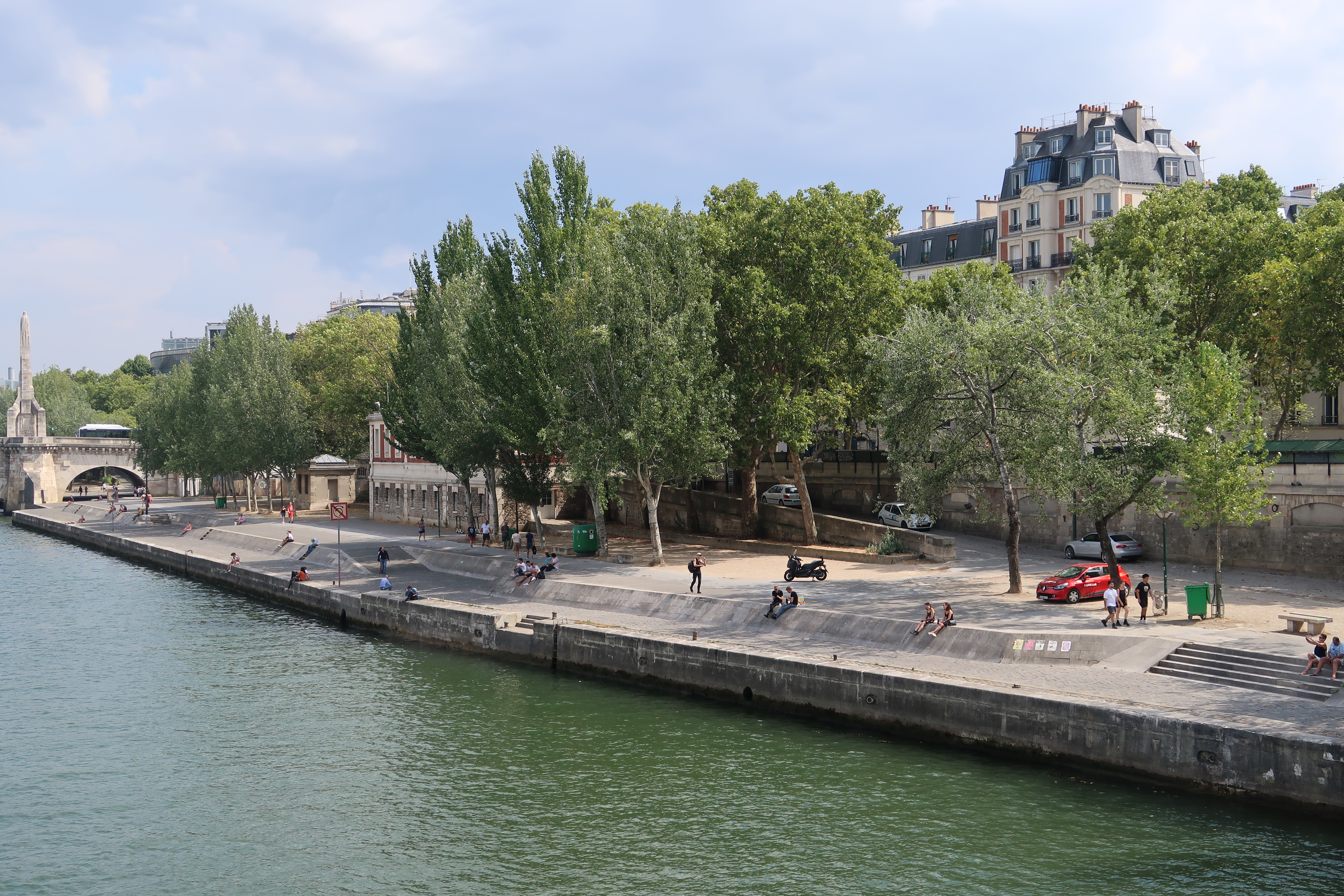
Quai bas.

Ce quai a pris la place de la rue et du port Saint-Bernard en 1554. Il est cité sous le nom de « rue du quay de la Tournelle » dans un manuscrit de 1636.

## Bâtiments remarquables et lieux de mémoire
Il y avait sur ce quai en 1680 un marchand faïencier, Antoine Pierre Mazois, avec son épouse Élisabeth Jacques. Déjà veuve en 1768, elle dut subir un incendie entre le 18 et le 20 février 1768,.
- No 1 : panneau Histoire de Paris rappelant l'emplacement de l'ancienne porte Saint-Bernard, porte de l'enceinte de Philippe Auguste.
- No 2 : anciens locaux du Service de la navigation de la Seine, actuellement occupés par Voies navigables de France.
- Nos 15-17 : le restaurant La Tour d'Argent.

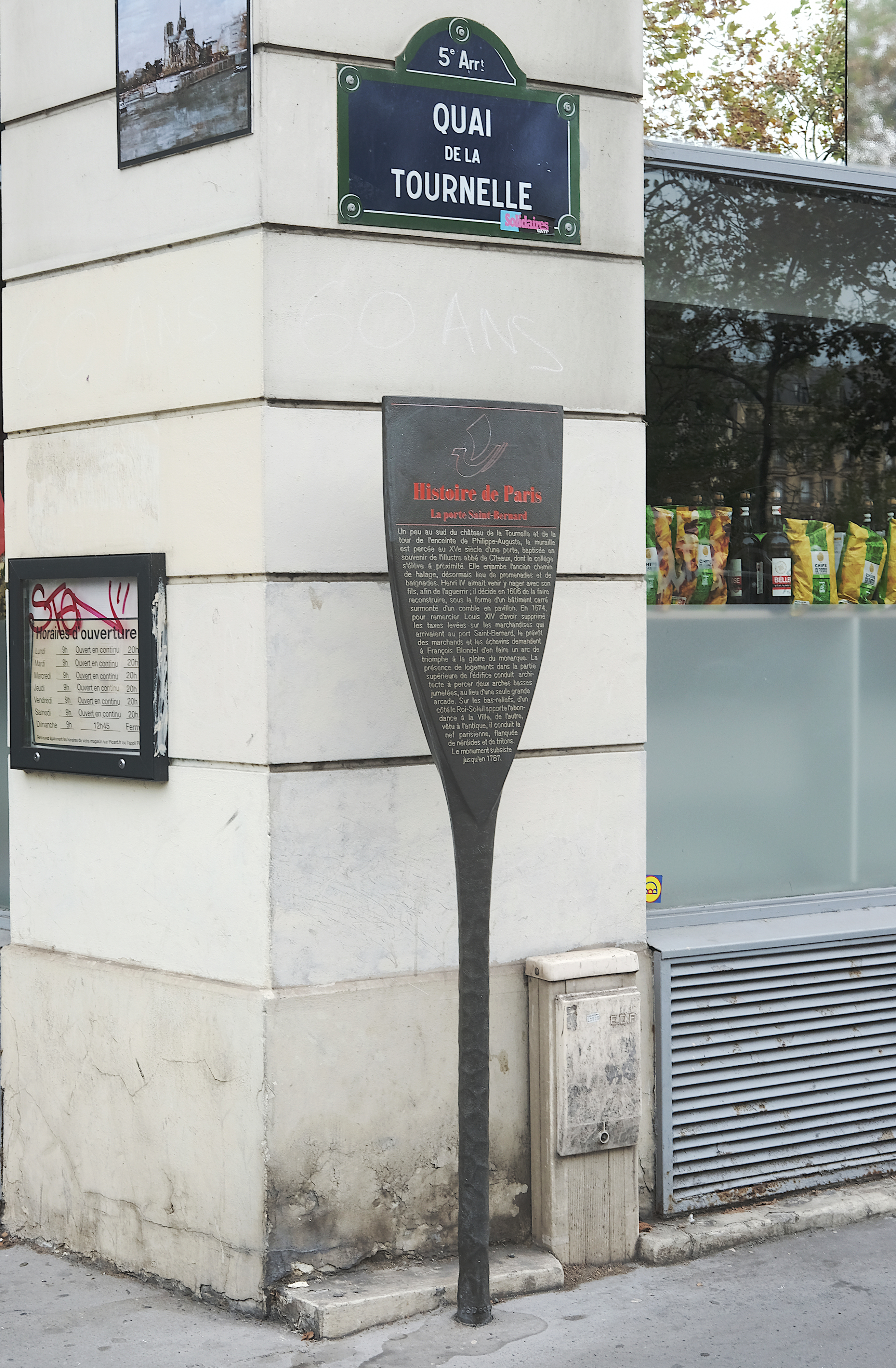
No 1 : Panneau Histoire de Paris rappelant l'emplacement de l'ancienne porte Saint-Bernard.
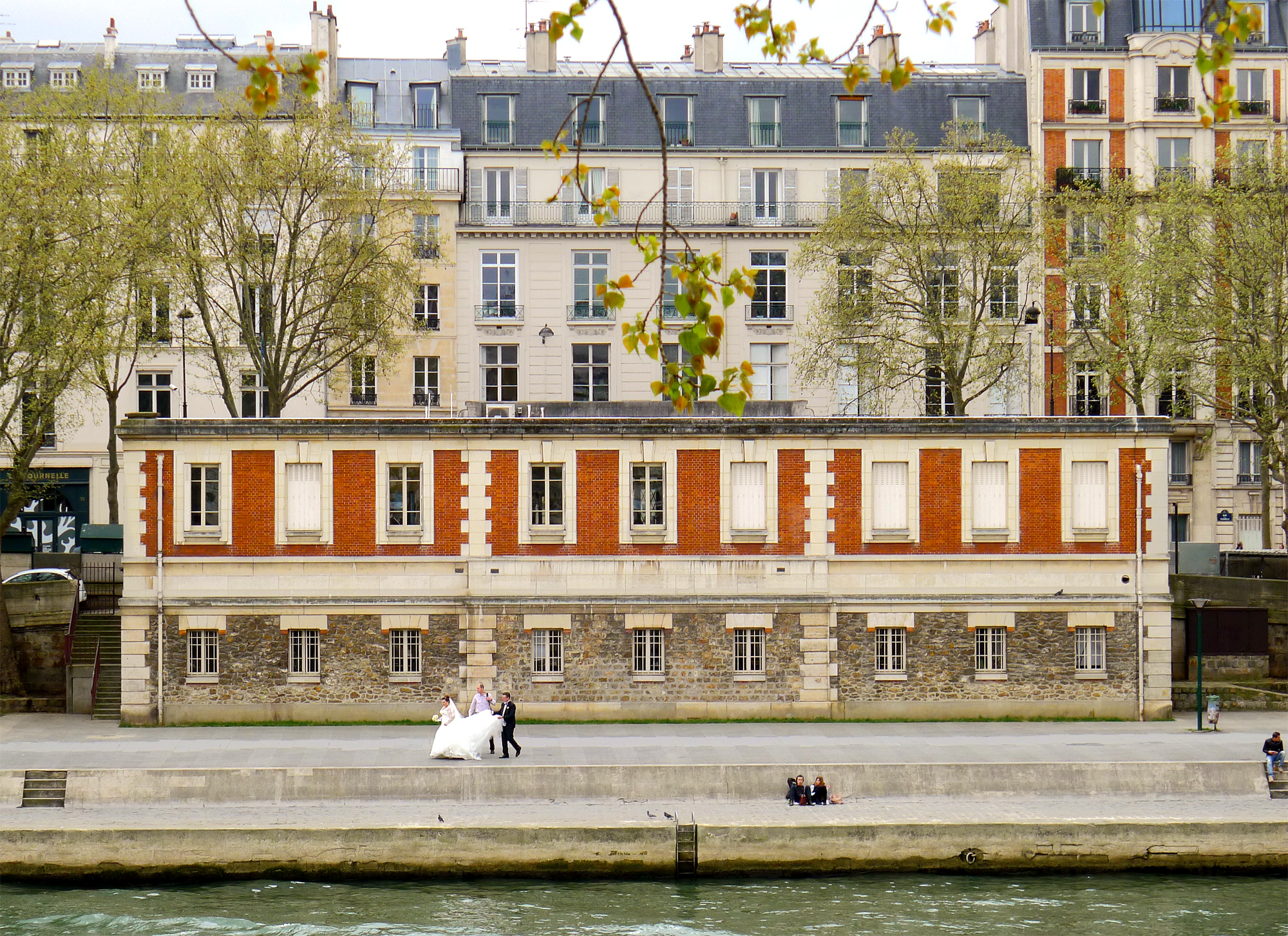
No 2 : ancien bâtiment de l'Inspection générale de la navigation.
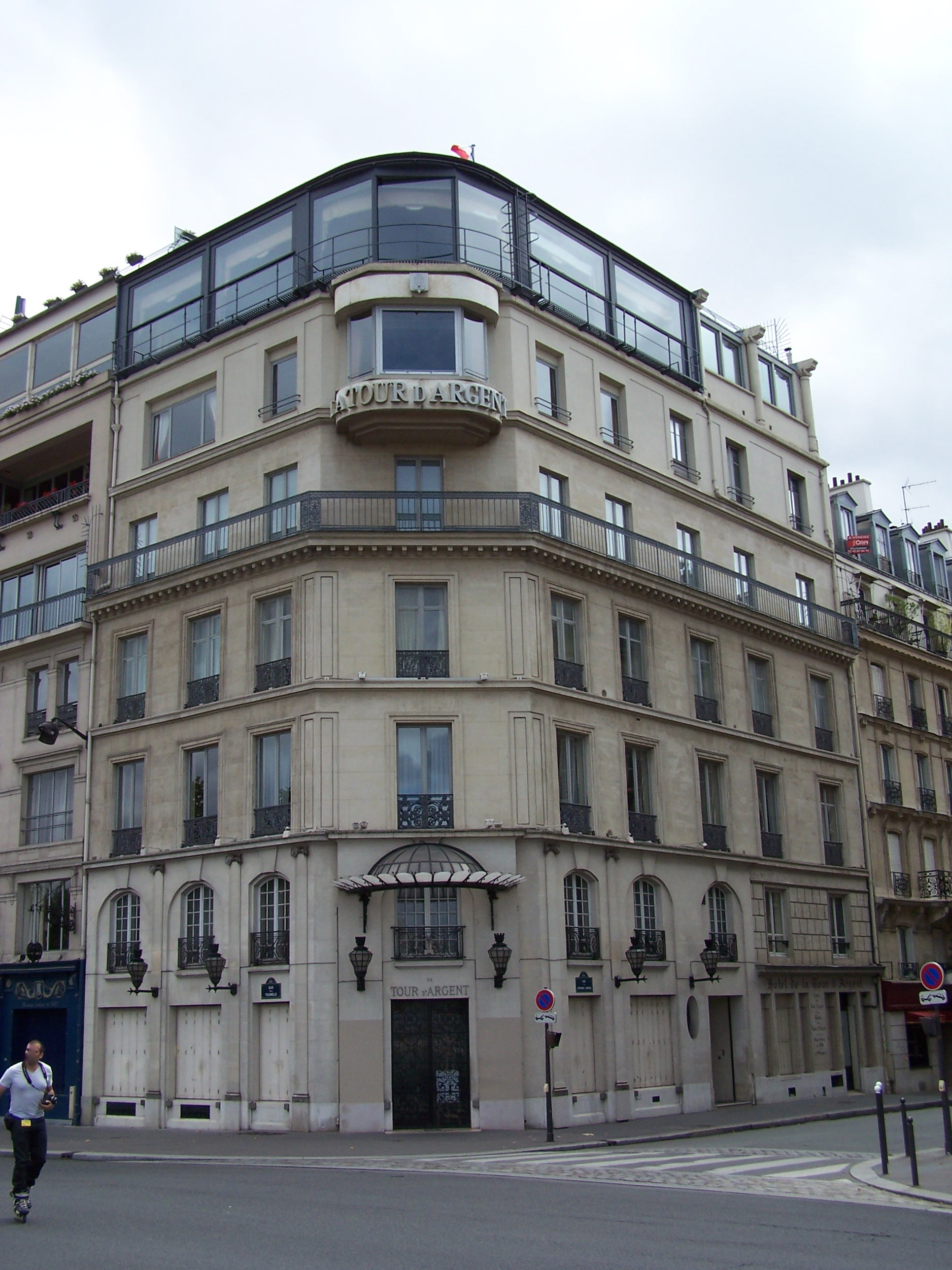
No 15-17 : restaurant La Tour d'Argent.

- Les parcelles comprises entre les nos 29 et 53 sont nées du lotissement effectué, en 1490, par les Bernardins d’une partie de leurs terrains qui s’étendaient entre l’église et la Seine[4].
- No 21 : dernier domicile de l'académicien André Arbus.
- No 27 : hôtel Montmien, ou ancien hôtel de Clermont-Tonnerre, inscrit aux monuments historiques.
- No 37 : l'hôtel du président Barthélemy-Gabriel Rolland d'Erceville.
- No 47 : l'hôtel de Miramion.
- Nos 55-59 : l'hôtel de Nesmond, acheté par madame de Miramion.
- No 71 : la configuration de la parcelle rappelle qu’à cet emplacement se situait le canal des Victorins. La maison portait, au XVIIIe siècle, l’enseigne du « Trou-punai »[4].
- No 73 : l’immeuble est situé dans l’ancien ilôt insalubre n°3. Dans les années 1960, le bâtiment vétuste a été évacué de ses habitants et condamné par un arrêté de péril. De plus, il était frappé d’alignement. Les architectes ont tenté un projet de rénovation qui a servi d’exemple pour le reste de l’ilôt[5].

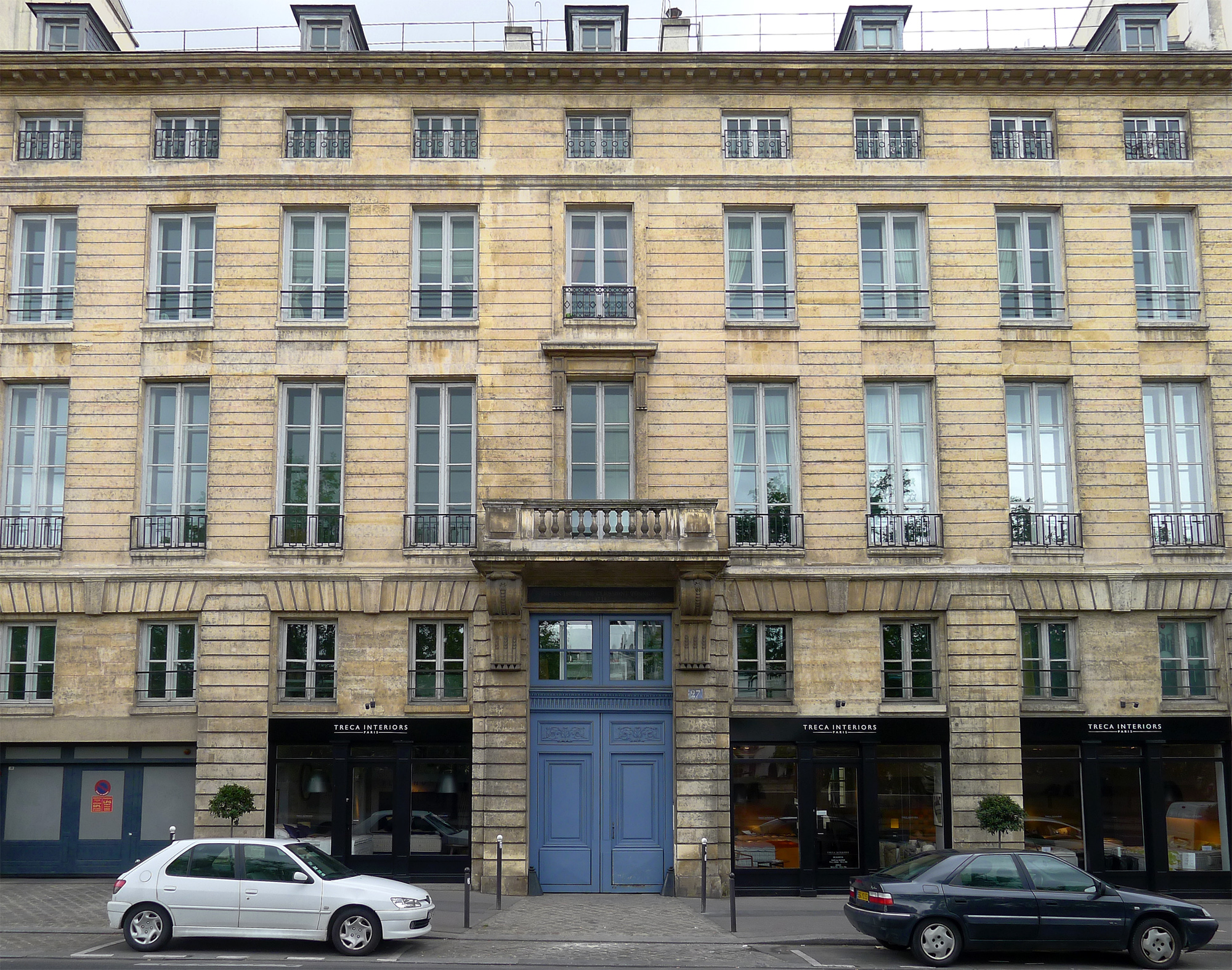
No 27 : ancien hôtel de Clermont-Tonnerre.
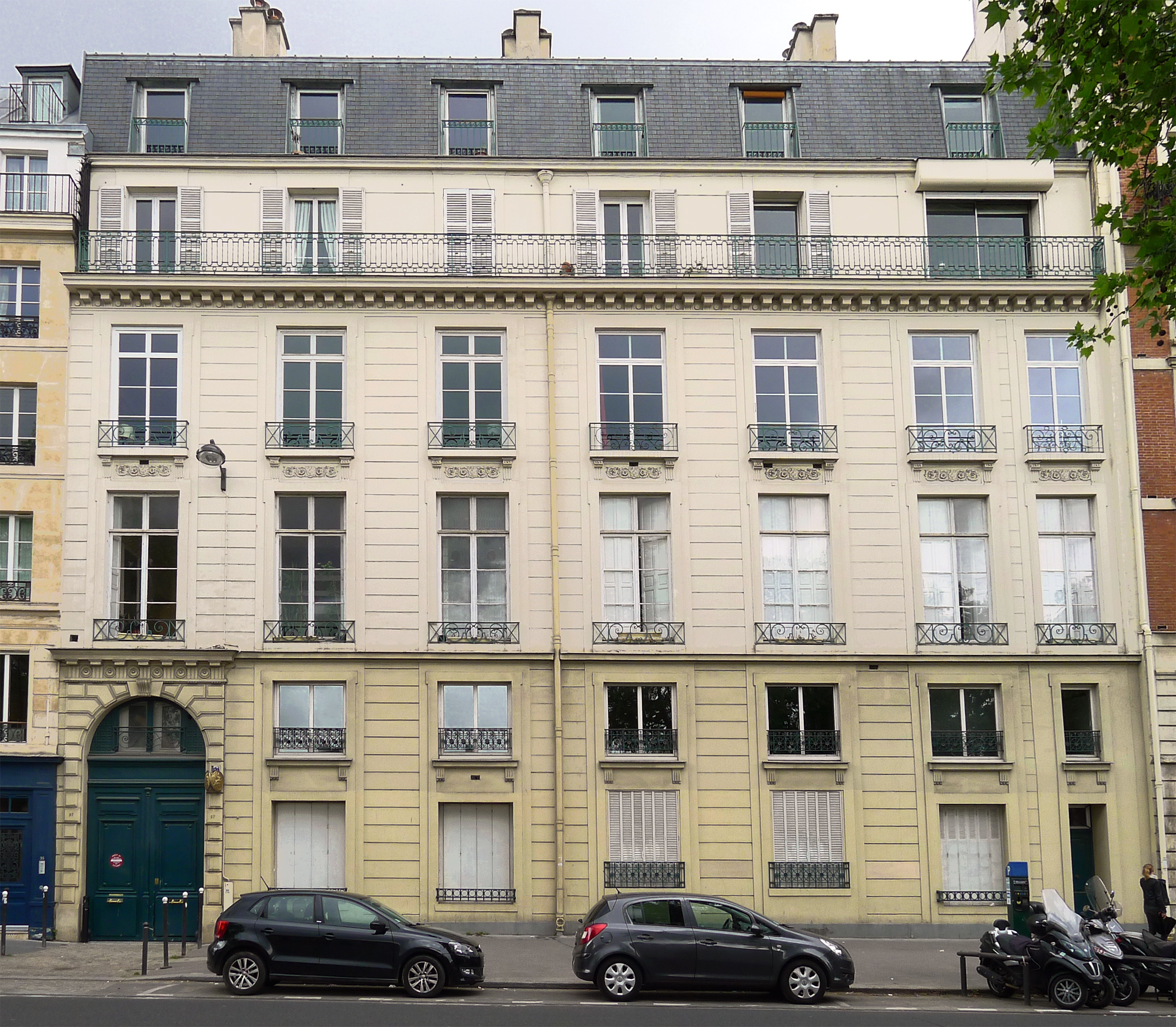
No 37, hôtel du président Rolland.
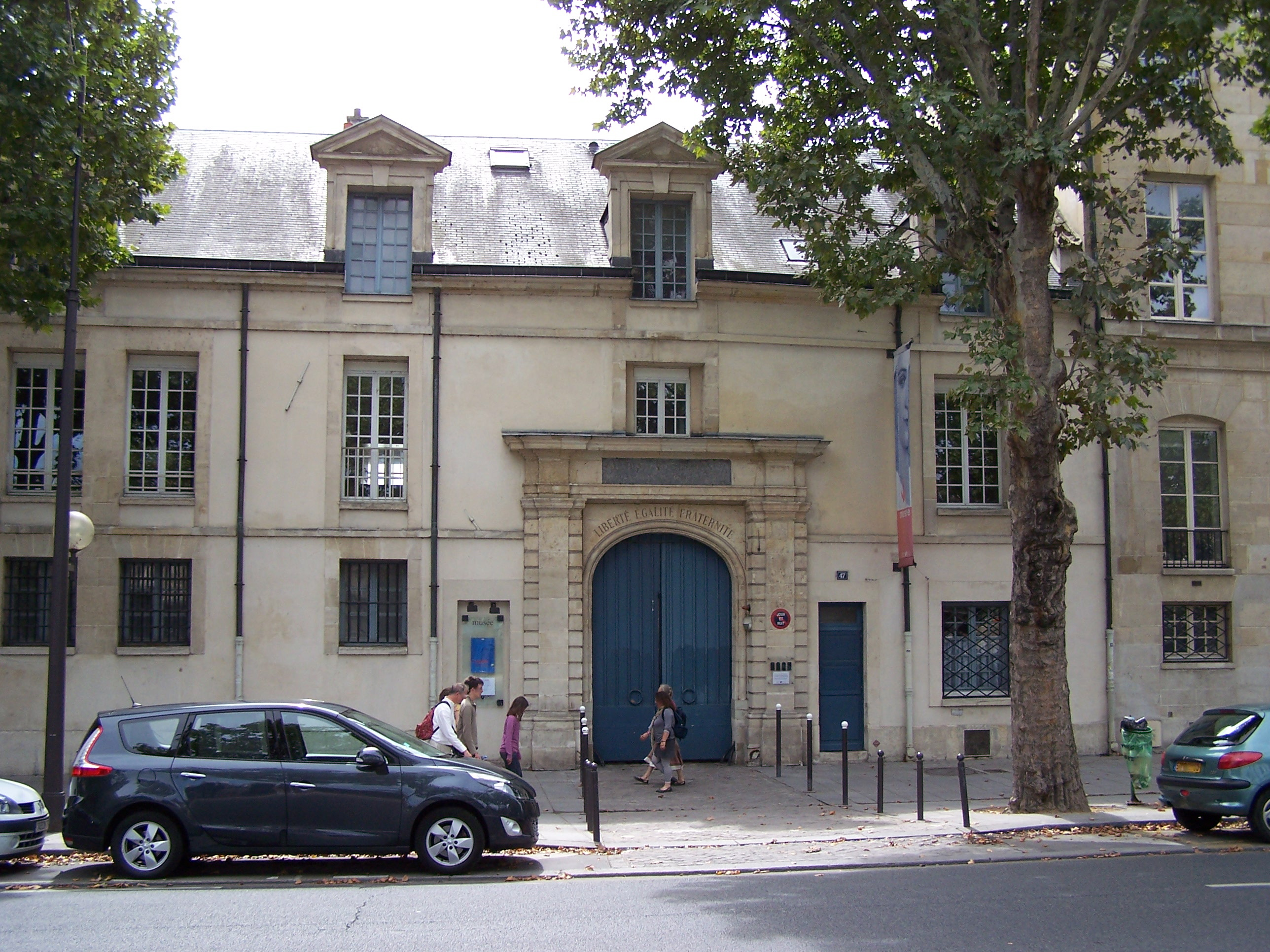
No 47 : l'hôtel de Miramion.
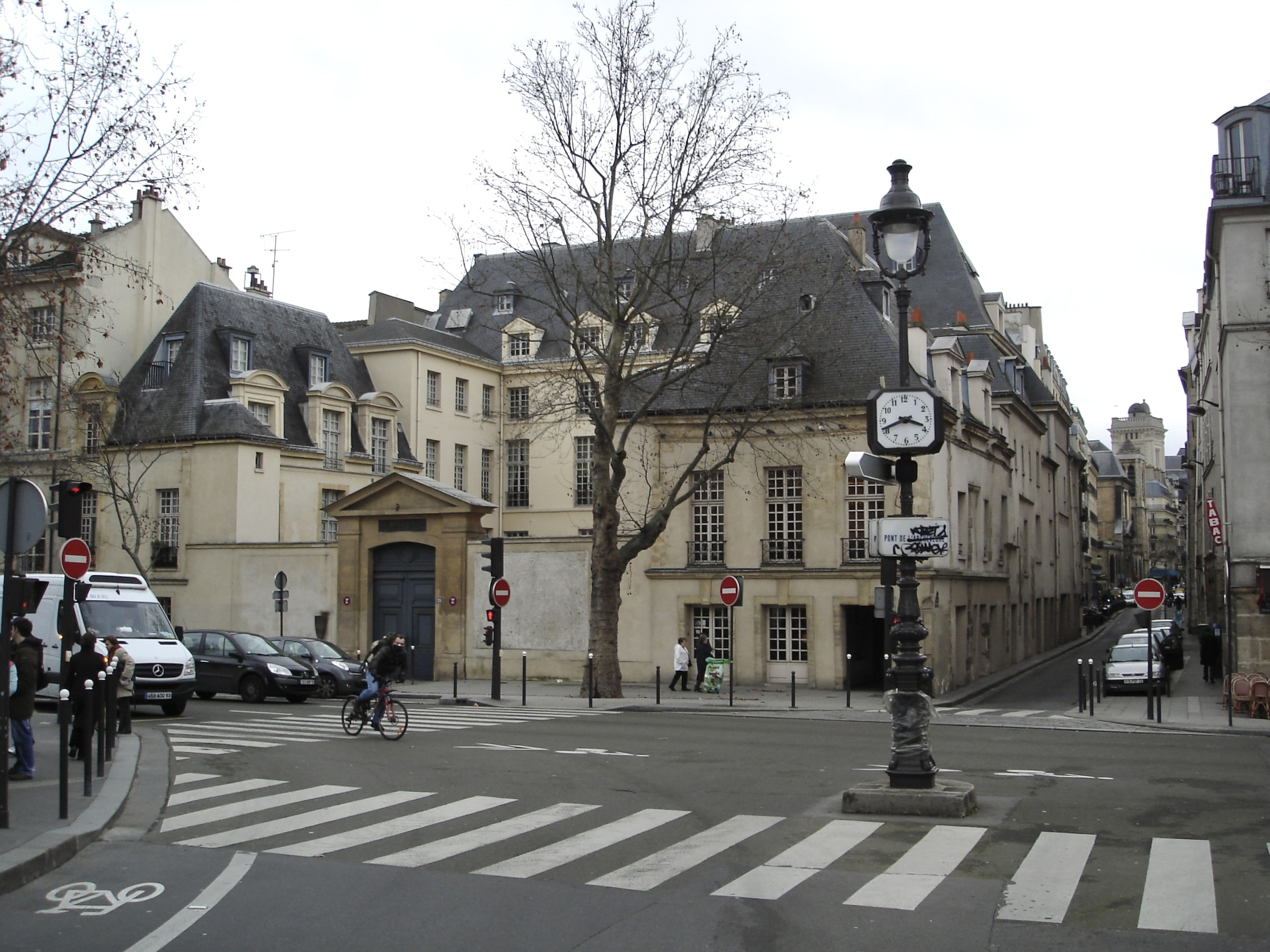
No 55-59 : l'hôtel de Nesmond.